# 欧希拉蒙塔涅
欧希拉蒙塔涅（法語：Auchy-la-Montagne，法語發音：[oʃi la mɔ̃taɲ]）是法国瓦兹省的一个市镇，属于博韦区。

## 地理
欧希拉蒙塔涅（49°34'28"N, 2°7'3"E）面积8.05 平方千米，位于法国上法蘭西大區瓦兹省，该省份为法国北部内陆省份，北起索姆省，西接厄尔省和滨海塞纳省，南至塞纳-马恩省和瓦兹河谷省，东临埃纳省。
与欧希拉蒙塔涅接壤的市镇（或旧市镇、城区）包括：弗朗卡斯泰勒、吕希、罗唐日。

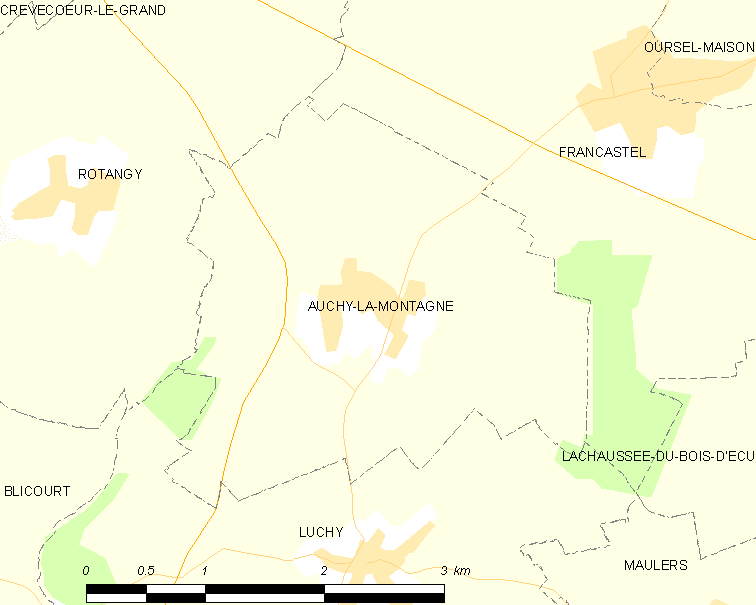
欧希拉蒙塔涅的OSM定位图

欧希拉蒙塔涅的时区为UTC+01:00、UTC+02:00（夏令时）。

## 行政
欧希拉蒙塔涅的邮政编码为60360，INSEE市镇编码为60026。

## 政治
欧希拉蒙塔涅所属的省级选区为圣瑞斯特昂绍塞县。

## 人口

1962-2008年间欧希拉蒙塔涅人口变化图示

欧希拉蒙塔涅于2022年1月1日时的人口数量为561人。